# Ravne (kanton zenicko-dobojski)
Ravne – wieś w Bośni i Hercegowinie, w Federacji Bośni i Hercegowiny, w kantonie zenicko-dobojskim, w gminie Vareš. W 2013 roku liczyła 204 mieszkańców, z czego większość stanowili Boszniacy.